# Pavel Kharchik
Pawel Mihaýlowiç Harçik - em russo: Павел Михайлович Харчик (Duxambé, 5 de abril de 1979) é um ex-futebolista do Turcomenistão.

## Carreira
Estreou profissionalmente em 1999, no Nisa Aşgabat, onde venceu o Campeonato Turcomeno do mesmo ano. Entre 2001 e 2008, defendeu apenas clubes da Rússia, onde possui origens étnicas - o mais destacado foi o Rubin Kazan, pelo qual teve 2 passagens (2001 a 2003 e 2004 a 2008) e venceu a Primeira Divisão Russa (a segunda divisão nacional) em 2003. Vestiu também as camisas de Kristall Smolensk, Neftekhimik Nizhnekamsk e Anzhi Makhachkala.
O goleiro passou ainda por times do Azerbaijão (Karvan e Standard Sumgayit), de seu país natal (FK Ashgabat e Altyn Asyr) e do Uzbequistão (Qizilqum Zarafshon e Olmaliq), encerrando sua carreira em 2012, aos 33 anos.

## Seleção Turcomena
Pela Seleção Turcomena, Kharchik atuou em 9 partidas entre 2004 e 2009. Integrou o elenco que disputou a Copa da Ásia de 2004, disputada na China, como reserva de Evgeniy Naboychenko - disputou um jogo na competição, na derrota por 1 a 0 para o Uzbequistão. A equipe foi eliminada na fase de grupos, com um ponto (empatado com a Arábia Saudita, porém com um gol a mais de vantagem).

## Títulos
Nisa Aşgabat
- Campeonato Turcomeno: 1 (1999)

Rubin Kazan
- Primeira Divisão Russa: 1 (2003)